# Jorge Pérez (Radsportler, 1985)
Jorge Pérez (* 24. August 1985) ist ein dominikanischer Radrennfahrer.
Auf der Straße gewann Pérez 2006 zwei Etappen bei der Vuelta a la Independencia Nacional und wurde Dritter der Gesamtwertung. 2008 gewann er erneut ein Teilstück dieser Rundfahrt.
Im Bahnradsport wurde er bei den Panamerikanischen Meisterschaften 2007 jeweils Dritter im Omnium und der Mannschaftsverfolgung.

## Erfolge
2006
- zwei Etappen Vuelta a la Independencia Nacional

2007
- Panamerikanischen Meisterschaften – Omnium
- Panamerikanischen Meisterschaften – Mannschaftsverfolgung

2008
- eine Etappe Vuelta a la Independencia Nacional